# Provincie Pesaro a Urbino
Pesaro a Urbino (italsky Provincia di Pesaro e Urbino) je provincie v oblasti Marche. Sousedí na severu s provincií Rimini a státem San Marino, na východě s Jaderským mořem, na jihovýchodě s provincií Ancona, na jihu s provincií Perugia a na západě s provincií Arezzo.
V roce 2009 bylo území provincie zmenšeno o sedm obcí údolí Valmarecchia, které přešly do provincie Rimini, potažmo z regionu Marche do regionu Emilia-Romagna.

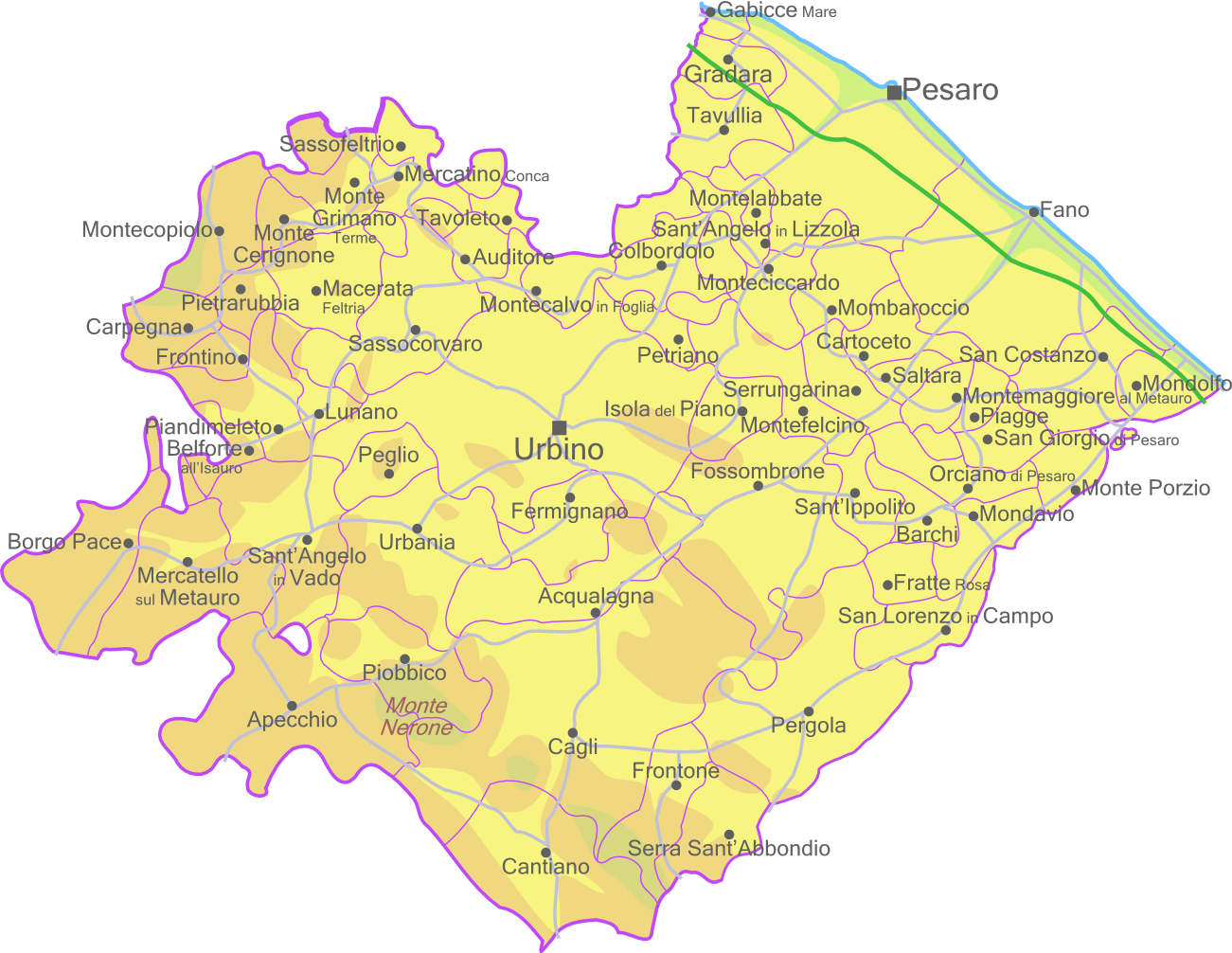
Mapka provincie

## Obyvatelstvo a sídla
Obyvatelstvo je soustředěno zejména podél pobřeží, kde od poloviny 20. století probíhá silná urbanizace, zatímco hornaté vnitrozemí v okolí Urbina se spíše vylidnilo.
Největším městem je Pesaro (94 000 obyvatel, 2009), dále Fano (64 000), Urbino (15 500) a Mondolfo (12 000).

## Okolní provincie
| Růžice kompasu | Forlì-Cesena | Rimini                    |        | Růžice kompasu |
| Růžice kompasu | Arezzo       | Sever                     |        | Růžice kompasu |
| Růžice kompasu | Arezzo       | Provincie Pesaro a Urbino |        | Růžice kompasu |
| Růžice kompasu | Arezzo       | Jih                       |        | Růžice kompasu |
| Růžice kompasu |              | Perugia                   | Ancona | Růžice kompasu |